# Аврамов Олег Вікторович
Олег Вікторович Аврамов (нар. 3 жовтня 1968, Чернігів, Брянськ, РРФСР) — радянський та російський футболіст, воротар.

## Життєпис
Професіональну кар'єру розпочав 1991 року в сєверодонецькому «Хіміку», в складі якого провів того року 32 матчі. У 1992 році перейшов у «Кубань», в складі якої дебютував у Вищій лізі Росії, загалом того сезону зіграв 7 матчів, в яких пропустив 9 м'ячів, в чемпіонаті та 1 поєдинок, в якому пропустив 2 м'ячі, в Кубку Росії.
У 1993 році перейшов у білоруський клуб «Ведрич» з міста Речиця, який виступав тоді у Вищій лізі Білорусі, заявлений на сезон як основний воротар. У тому розіграші «Ведрич» дійшов до фіналу Кубку Білорусі, в якому поступився з рахунком 1:2 «Німану» з Гродно.
У 1994 році перейшов у брянський «Спартак», за який потім виступав до 1997 року, провівши за цей час у професіональнихних змаганнях 49 поєдинків та пропустив 59 м'ячів. На початку 1998 року поповнив ряди іншого брянського клубу — «Динамо», за яке того ж сезону зіграв 1 матч, пропустив 1 м'яч, після чого, в травні залишив команду й повернувся в «Спартак», де й дограв сезон, провів 24 поєдинки, в яких пропустив 26 м'ячів. У 1999 році провів свій останній професіональний сезон у складі брянського «Спартака» (який змінив того ж року назву на «Спартак-Пересвет»), зіграв 16 матчів, в яких пропустив 31 м'яч. У 2001 році знову грав у чемпіонаті Білорусії, цього разу за мінське «Торпедо-МАЗ». Після завершення кар'єри професіонального гравця продовжив виступи на аматорському рівні в колективах Брянської області.
По завершенні кар'єри футболіста розпочав тренерську діяльність, тренує дітей в спортивній школі брянського «Спартака».

## Досягнення
«Ведрич» (Речиця)
- Кубок Білорусі
  -  Фіналіст (1): 1992/93